# VR-Yhtymä
VR (siglas de Valtion Rautatiet, lit. "Ferrocarriles Estatales"; formalmente VR-Yhtymä Oy en finés, o VR Group en inglés) es una compañía de ferrocarriles de propiedad del gobierno de Finlandia. La función más importante de VR es la explotación de servicios ferroviarios de pasajeros de Finlandia con los servicios ferroviarios de larga distancia 250 y 800 de cercanías todos los días. Por 7.500 empleados y unas ventas netas de 1.251 millones de euros en 2017 VR es uno de los operadores más importantes en el área de mercado del transporte público finlandés.
VR fue creada en 1995 después de haber sido conocida como Suomen Valtion Rautatiet (Ferrocarriles Estatales Finlandeses) entre 1862 y 1922 y Valtionrautatiet / Statsjärnvägarna (Ferrocarriles Estatales) entre 1922 y 1995.
Como parte de la preocupación, Avecra es una filial de servicio de catering a bordo, Pohjolan Liikenne para el tráfico de autobuses, VR Track para el desarrollo y mantenimiento de la infraestructura y VR Transpoint para la carga. La sede se encuentra en Iso Paja casa, propiedad de la empresa de radiodifusión estatal Yleisradio , en el norte de la ciudad de Helsinki .

## Historia
El transporte por ferrocarril comenzó en Finlandia en 1862 entre Helsinki y Hämeenlinna, y múltiples líneas principales y ferrocarriles privados más pequeños fueron construidos en las décadas siguientes. VR operado principalmente en las líneas principales de alta demanda. Durante el siglo XX, la mayoría de las compañías ferroviarias privadas fueron cerradas y VR asumieron un monopolio en el transporte ferroviario finlandés. En 1995 la empresa fue privatizada en VR Group.
Desde 2010, el mantenimiento y la construcción de la red ferroviaria han sido responsabilidad de la Agencia de Transporte de Finlandia (en finés: Liikennevirasto). El funcionamiento y la red se llevaron a cabo inicialmente por la sociedad matriz Valtionrautatiet hasta 1995, cuando se dividió en VR y la entidad de gestión ferroviaria Ratahallintokeskus .

## Organización
Las empresas del grupo ofrecen mercancías por carretera y servicios de autobús, la restauración y la gestión de bienes raíces, y proporcionan datos, tecnología y servicios de telecomunicaciones para los sectores del transporte y la logística. El grupo es propietario de una compañía de autobuses, Pohjolan Liikenne , y una empresa de transporte de mercancías por carretera VR Transpoint .
En total, el grupo de empresas incluye a 21 empresas que emplean a un total de aproximadamente 14.400 personas.

## Servicios
Debido a que en la mayoría de las regiones de Finlandia la densidad de población es baja, Finlandia no es un país adecuado de manera óptima para ferrocarriles. Servicios de cercanías son hoy en día raros fuera de la zona de Helsinki. Sin embargo, los trenes expresos interconectan mayoría de las ciudades. Al igual que en Francia, la mayoría de los servicios de pasajeros son conexiones con la capital, Helsinki. En década de 2010, VR ha realizado conexiones más rápidas mediante la reducción de paradas en estaciones menores y el aumento de las velocidades de carrera con nuevas locomotoras y trenes de alta velocidad renovadas.
VR ofrece transporte de coches servicios. Siete estaciones facilitan la carga y descarga de los vagones en los trenes: Helsinki, Turku y Tampere en el sur, Oulu más al norte, y Rovaniemi , Kemijärvi y Kolari en Laponia . Los trenes de transporte de coches se detienen en otras estaciones a lo largo del camino para el transporte de pasajeros normal y está disponible como un servicio diario a Rovaniemi y Kemijärvi y varias veces a la semana para Kolari. Finlandia es el único país nórdico para ofrecer transporte de coches en los trenes, sin embargo, el transporte de automóviles en los trenes está disponible en muchos países europeos fuera de los países nórdicos.
En agosto de 2021, VR comenzará a operar el tren ligero de Tampere.

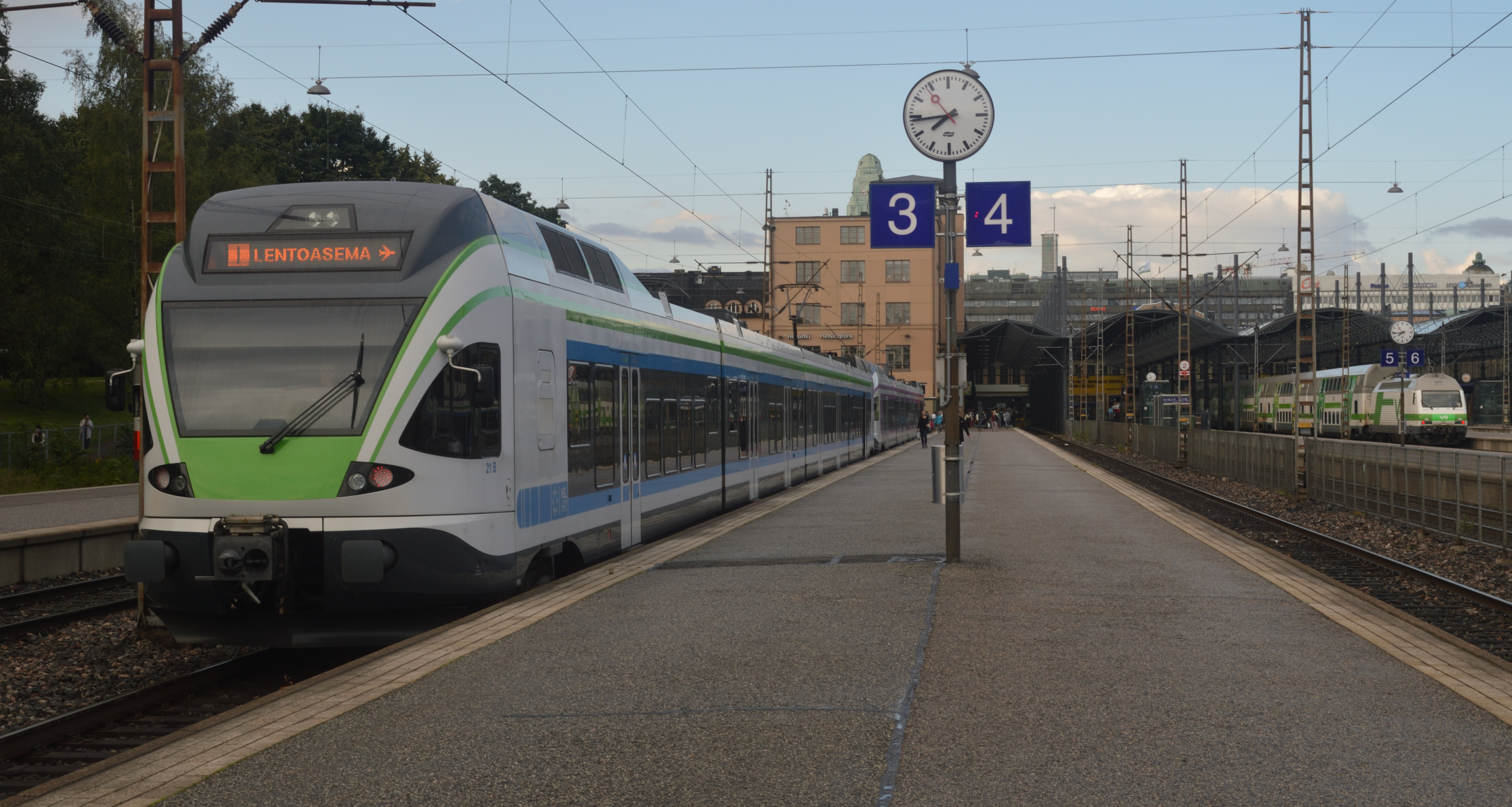
Tren de HSL, tren de cercanías de Helsinki

### Tren de cercanías de Helsinki
VR opera el tráfico de pasajeros en el área de Helsinki en nombre de HSL .

### Pendolino
VR ofrece un servicio premium para unir Helsinki  con las diferentes grandes ciudades de Finlandia a través de cinco rutas. Los trenes empleados son los VR Clase Sm3 que pueden alcanzar velocidades de 200 km/h.

### Allegro
Hay un servicio internacional de pasajeros por ferrocarril de Finlandia a Rusia. A partir de junio de 2011, hay cuatro trenes Allegro de pasajeros por día a San Petersburgo y un tren nocturno a Moscú a través de San Petersburgo llamado Tolstoi (el nombre de León Tolstoi).  Las pistas en la línea Helsinki - San Petersburgo  se han actualizado para permitir una velocidad de marcha más arriba en 220 km/h antes de que el Allegro comenzara su servicio.

### Carga
Servicios de carga nacional e internacional son proporcionados por VR Transpoint , que forma parte de la realidad virtual. En 2009, tanto el tráfico de carga nacional e internacional se redujo, lo que empeoró la situación financiera del VR. El tráfico internacional de carga se concentra a las cuatro vías férreas a través de la frontera con Rusia, pero también hay una conexión con el sueco red ferroviaria en Tornio . Anteriormente, incluso transbordadores ferroviarios conexiones desde Turku a Estocolmo , Suecia, y a Travemünde, Alemania, han existido.

## Material rodante

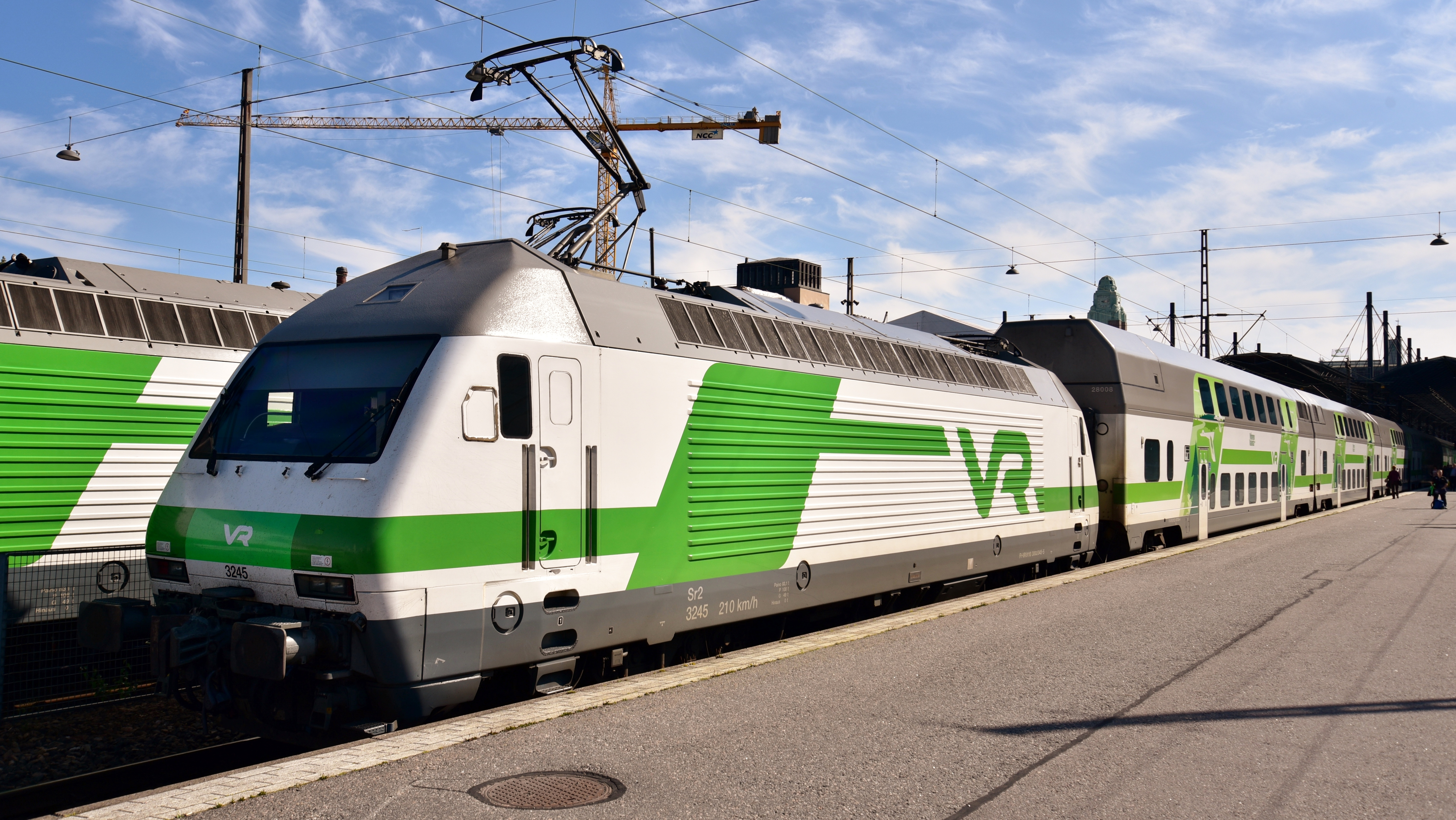
VR Sr2 en la Estación Central de Helsinki.

### Locomotoras
VR operó locomotoras de vapor hasta 1975. A pesar de que el uso regular de la tracción a vapor para los servicios regulares de pasajeros terminó en 1970, el uso ocasional continuó hasta 1975. A partir de 2011, la compañía opera dos clases de locomotoras eléctricas ( SR1 y Sr2 ) y tres clases de locomotoras diésel ( DV12 , DR14 y DR16 ). El uso de locomotoras diésel acarreando trenes de pasajeros ha disminuido debido a la electrificación de todas las líneas principales y la (re) introducción de ferrobuses ( DM12 ) en las rutas secundarias.
En octubre de 2010, VR ha anunciado planes para renovar su flota de locomotoras ordenando alrededor de 200 nuevas locomotoras, que se espera que entre en servicio en 2015-25.
El 20 de diciembre de 2013, VR anunció planes para comprar 80 nuevas locomotoras eléctricas, con 97 opciones. Este próximo Sr3 se basará en el Siemens Vectron y sustituirá el envejecimiento de SR1. Las locomotoras estarán equipados con motores diesel ayudante que se pueden utilizar para maniobras en terminales ferroviarias en parte no electrificadas. Las entregas se producirán entre 2017 y 2026.

#### Coches
VR tiene tres tipos de vagones de pasajeros arrastrados por locomotoras:
- Los vagones InterCity de dos pisos son los autocares comunes en los trenes de larga distancia y el pilar de la red de realidad virtual. Hay varias variantes, incluidos los autocares con servicio de primera clase, los autocares para familias y los autocares con bicicleta como equipaje. Los autocares están construidos en Finlandia por Transtech Oy y son los vagones más modernos de realidad virtual. Se han ordenado más autocares para reemplazar los últimos vagones azules y aumentar la capacidad en las rutas más populares. Su velocidad máxima es de 200 km / h.
- Los vagones InterCity de un piso se utilizan para aumentar la capacidad siempre que no haya vagones de dos pisos disponibles. La velocidad máxima es de 200 km / h.
- Los vagones "azules" , como se les conoce popularmente como tales debido a sus libreas azul y gris claro, se utilizan en los trenes expresos nocturnos de Helsinki a Kolari y Kemijärvi. La velocidad máxima es de 140 o 160 km / h.

#### Coches Cama
Los trenes cama entre Helsinki y Laponia generalmente paran en Tampere durante aproximadamente media hora alrededor de la medianoche, lo que brinda a los pasajeros aventureros tiempo para visitar brevemente la ciudad.
VR opera servicios de literas entre Helsinki / Turku y Laponia , que también incluyen vagones de transporte de automóviles ( motorail ). Los coches-cama de dos pisos (incluidas las habitaciones con duchas y baños en suite ) se introdujeron en el servicio Helsinki- Rovaniemi en la década de 2000. Estos vagones están pintados con una librea verde y blanca similar a los autocares InterCity. Desde 2016, los nuevos autocares han comenzado a reemplazar los vagones azules incluso en el camino a Kolari.

### Sistema de clasificación de la locomotora
Preservado clase de locomotora de vapor Vr2 en la estación de Joensuu.
A principios del tráfico, locomotoras se distinguen por sus nombres, y en 1865 también por sus números. En 1887, las locomotoras se les dio su sistema de clasificación original. Se basa en la disposición de ruedas de las locomotoras: cada arreglo de la rueda se le asigna una letra del alfabeto, que fue seguido por un número de serie. La asignación de letras a diferentes disposiciones de rueda se hizo cuando la primera locomotora de usarlo se puso en servicio; la letra A significó una distancia entre ejes 4-4-0 en la notación Whyte , B significó una locomotora 0-4-2ST, C una locomotora 0-6-0, y así sucesivamente.
El 8 de octubre de 1942, el sistema de notación se cambió por dos letras y un número de serie. La primera letra de la designación significaba ahora los tipos de trenes de la locomotora fue generalmente planificados para transportar:
- H (henkilöjuna) para trenes de pasajeros ,
- P (paikallisjuna) para trenes de cercanías ,
- T (tavarajuna) para los trenes de carga ,
- S (sekajuna) para los trenes de mercancías-pasajeros mixtos y
- V ( vaihto , literalmente "switch") para guardagujas .

La segunda letra pequeña indica el peso de la locomotora:
- r (raskas) = (carga por eje más de 14,1 t) pesado
- v (väliraskas) = peso medio (carga por eje 11,1-14 t)
- k (kevyt) = (carga por eje bajo 11 t) de luz
- m = transmisión mecánica (en múltiples unidades)
- s (Sähkö 'eléctrico/electricidad') = de transmisión eléctrica (en múltiples unidades).

### Automotores
| Clase | Foto | Años de fabricación | Max. velocidad | Notas |
| ----- | ---- | ------------------- | -------------- | --- |
| Sm1   |      | 1968-1973           | 120 km/h       | Consta de dos cabezas tractoras y un vagón intermedio. Están retiradas del servicio. |
| Sm2   |      | 1975–81             | 120 km/h       | Consta de dos cabezas tractoras y un vagón intermedio. Su interior fue remodelado. |
| Sm3   |      | 1992-2006           | 220 km/h       | Tren Pendolino basculante de altas prestaciones. Funciona en rutas nacionales, uniendo Helsinki con las principales ciudades del país. |
| Sm4   |      | 1998-2005           | 160 km/h       | Empleados en los servicios de Cercanías de Helsinki. |
| Sm5   |      | 2008-2017           | 160 km/h       | La EMU consta de una unidad Sm5 de cuatro secciones. 41 unidades Sm5 son propiedad de Junakalusto Oy y son operadas por VR. También se operarán en Kehärata, que se completará en 2014. El 10 de septiembre, la Autoridad de Transporte Regional de Helsinki anunció el pedido de 34 unidades adicionales. A finales de 2017 habrá 75 trenes Sm5 en servicio. |
| Sm6   |      | 2010-11             | 220 km/h       | Tren Pendolino basculante de altas prestaciones. Realiza servicios internacionales entre Helsinki y San Petersburgo bajo la marca Allegro. |
| Dm12  |      | 2004-06             | 120 km/h       | Automotor diesel. |

## Red

Velocidades de marcha en la red ferroviaria finlandesa en el 2011.
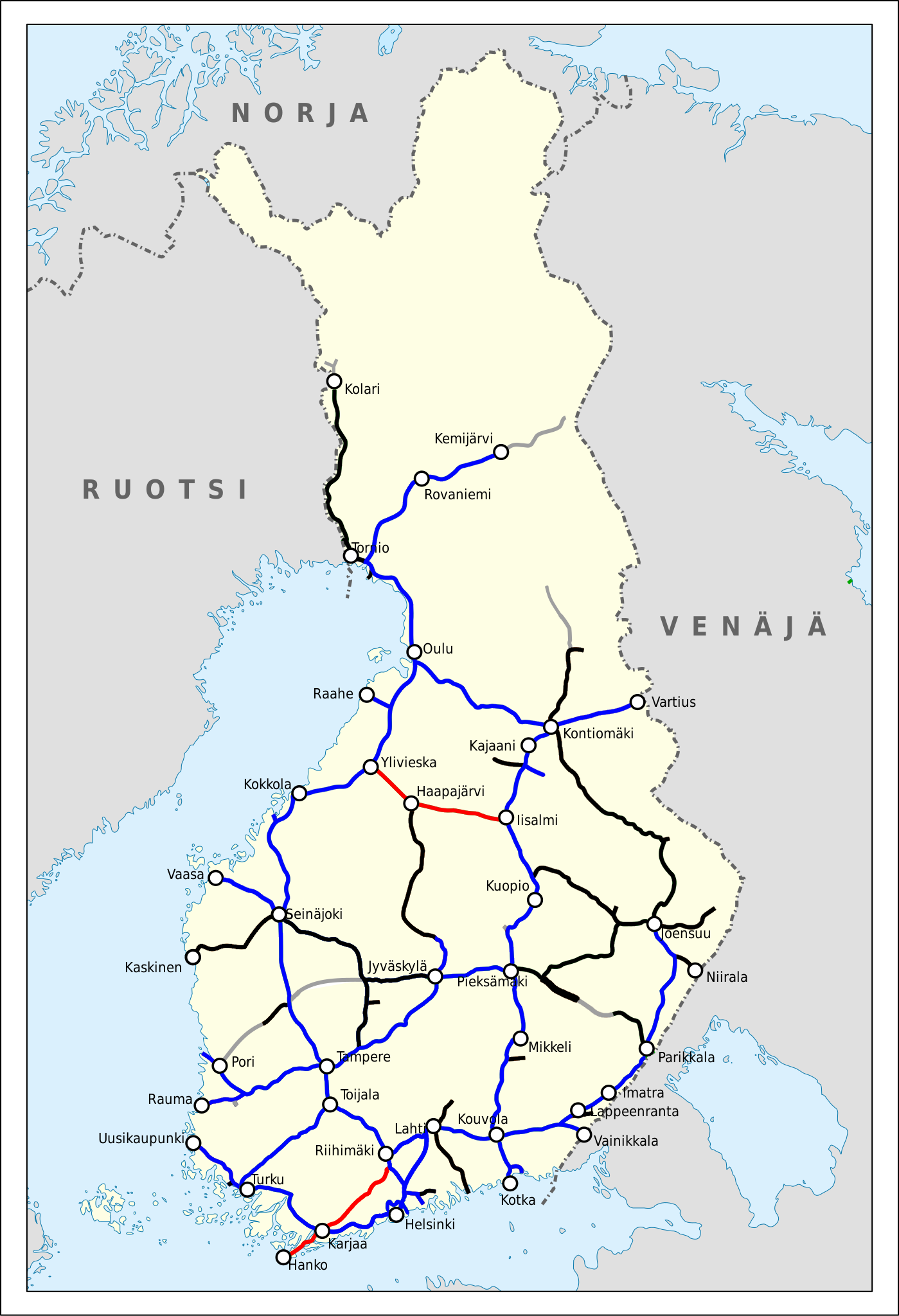
Lineas electrificadas en 2022.
Red ferroviaria de Finlandia en 2010.      Tráfico de pasajeros y cargas      Tráfico de cargas solamente      Tramos inactivos      Ferrocarril histórico de Porvoo